# Ω-論理
Ω論理（英語: Ω-logic）は、集合論ではW. Hugh Woodin (1999)によって提案された無限論理と演繹体型である。

## 解説
W. Hugh Woodin (1999)  によると、構造を被覆するために点類の決定性の理論を一般化する試みの一部として{\displaystyle H_{\aleph _{2}}} 。
射影決定性の公理が{\displaystyle H_{\aleph _{1}}}の標準理論を充たしながら、より大きな構造の標準的な理論を与える公理を見つけようとした。
彼が開発した理論には、連続体仮説が偽であるという物議を醸す議論が含まれる。